# Клејборн (Луизијана)
Клејборн (енгл. Claiborne) насељено је место без административног статуса у америчкој савезној држави Луизијана.

## Демографија
По попису из 2010. године број становника је 11.507, што је 1.677 (17,1%) становника више него 2000. године.
| Група             | 2000.         | 2010.          |
| Белци             | 9.468 (96,3%) | 10.529 (91,5%) |
| Афроамериканци    | 155 (1,6%)    | 347 (3,0%)     |
| Азијати           | 30 (0,3%)     | 166 (1,4%)     |
| Хиспаноамериканци | 106 (1,1%)    | 323 (2,8%)     |
| Укупно            | 9.830         | 11.507         |